# Skandinaviska sjömanskyrkan i Antwerpen
Skandinaviska sjömanskyrkan i Antwerpen  eller Svenska kyrkan i Antwerpen är en svensk-norsk utlandsförsamling i Antwerpen i Belgien, som drivs av norska Sjømannskirken och Svenska kyrkan i utlandet i samarbete. Församlingens kyrka, Betlehemskyrkan, invigdes 3 augusti 1870 och är världens äldsta sjömanskyrka som fortfarande är i drift. 

## Verksamhet
Verksamheten vänder sig till tre huvudsakliga målgrupper: sjömän i hamnarna Antwerpen och Gent, lastbilschaufförer samt i Antwerpen bosatta skandinaver. Församlingen firar gudstjänst varje vecka, i huvudsak på norska eller svenska men ibland även på danska. En uppsökande verksamhet bedrivs främst i Antwerpens hamn, medan lastbilschaufförer erbjuds service såsom tvättmaskin, dusch, kontakt med hemlandet samt en matservering i sjömanskyrkans lokaler. För de fastboende finns barnverksamhet, kvinnogrupp samt ytterligare några regelbundna träffpunkter i församlingens regi.
Den norska prästen besöker också regelbundet den norska församlingen i Düsseldorf.

## Betlehemskyrkan
Kyrkan började byggas 26 december 1869, och invigdes drygt sju månader senare, den 3 augusti 1870. Kyrkan restaurerades 1930 och fick då bland annat en läsesal. Året därpå, den 17 maj 1931, togs den nuvarande orgeln i bruk. Instrumentet har två manualklaviaturer, pedalklaviatur och 14 stämmor.
Under andra världskrigets bombningar skadades fastigheten allvarligt genom att taket trycktes in, sprickor uppstod i väggarna och en dopfunt i kalksten förstördes. Vid 1952 års renovering vändes kyrksalen för att göra det möjligt att använda läsesalen som en förlängning av gudstjänstrummet. Den nuvarande altartavlan härstammar från den förändringen och är signerad "Vingerhouds 1951". Flera av de ursprungliga glasmålerierna och en Kristusstaty från sent 1800-tal har också bevarats.

## Organisation
Kyrkans personal kommer både från norska Sjømannskirken och Svenska kyrkan i utlandet. Den dagliga verksamheten leds av norsk sjömanspräst medan svensk präst reser till Antwerpen från svenska församlingen i Bryssel. Därtill finns husmor, församlingsassistent, kanslist, vaktmästare, organist.
De svenska utlandsförsamlingarna hör till Visby stift och står under biskopens av Visby tillsyn; Sjømannskirken – Norsk kirke i utlandet står under biskop Halvor Nordhaug, biskop för Bjørgvin stift.

## Kyrkor
- Betlehemskyrkan